# Gumersindo Lafuente

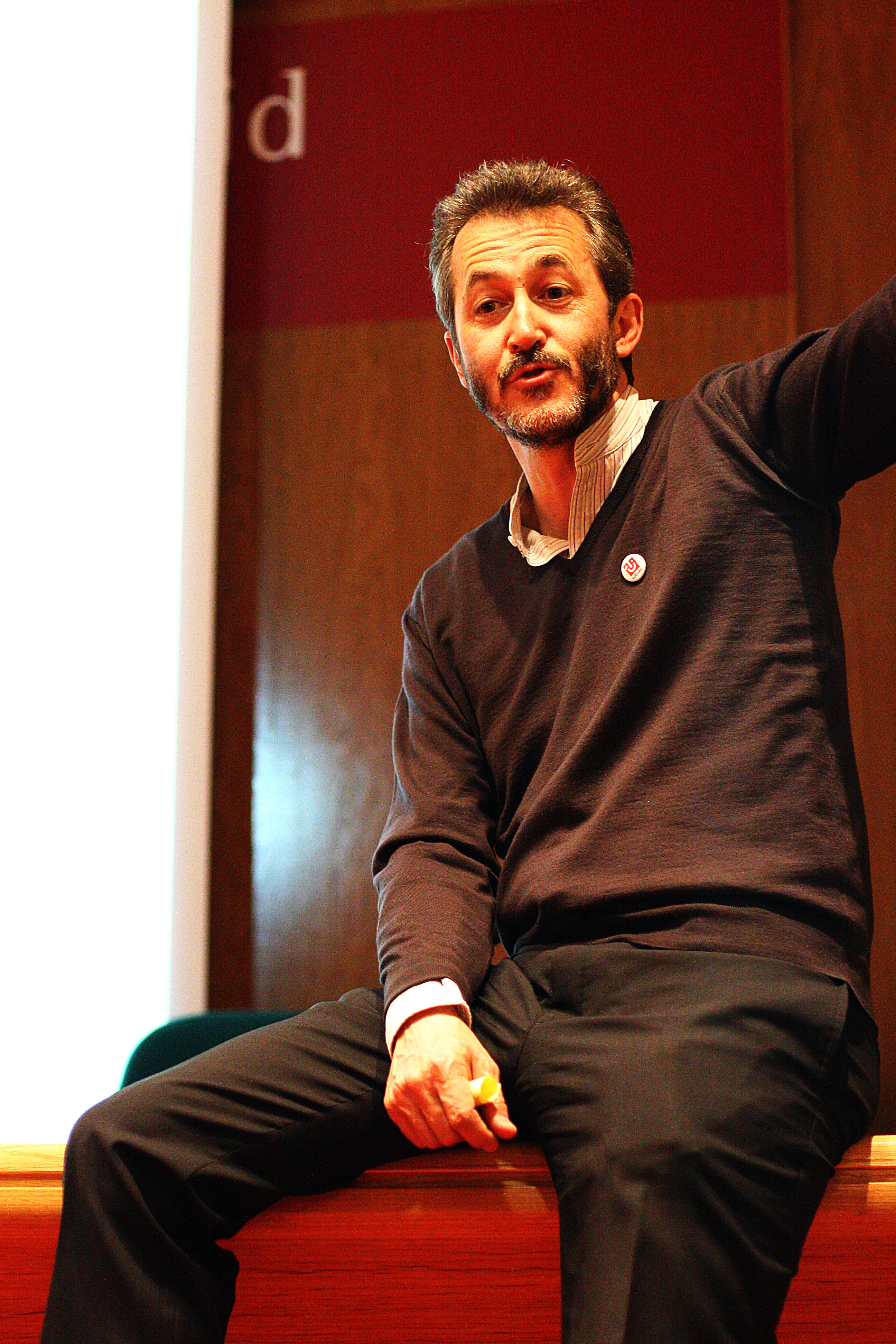
Gumersindo Lafuente en unas jornadas de conocimiento libre (2009).

Gumersindo Lafuente (Madrid, 30 de agosto de 1957) es un periodista español. Precursor del periodismo digital en español, ha liderado varios de los grandes proyectos de información en línea en castellano.

## Biografía
Inició su carrera profesional en el desaparecido diario Ya (1977-1986), posteriormente trabajó en El País, como jefe de sección del suplemento domingo y de El País Semanal (1986-1995) y entre 1995 y 2000 en El Mundo. Entre 2000 y 2006 dirigió la versión web del diario, elmundo.es. En 2007 fundó y dirigió soitu.es, medio digital que obtuvo dos premios de la Online News Association (ONA) durante sus dos años de existencia. Desde 2010 y hasta 2012 fue el responsable del cambio digital de El País, al que llegó con el objetivo de mejorar el alcance de dicho medio en su formato en línea. En enero de 2012, elpais.com logró superar a elmundo.es en tráfico. En septiembre de 2012 Lafuente abandonó el proyecto por aparentes discrepancias con la estrategia digital del Grupo Prisa al que pertenece el diario. Desde 2014, Lafuente es presidente de la Fundación porCausa, dedicada a la investigación social y el periodismo especializada en desigualdad y migraciones. En julio de 2017 se incorporó como jefe de opinión a la plantilla de eldiario.es, medio con el que ya colaboraba como responsable de la revista impresa trimestral, y en noviembre del mismo año fue nombrado subdirector.

## Su salida de Elmundo.es
Su salida de elmundo.es estuvo rodeada de polémica. A raíz de los atentados del 11 de marzo de 2004 se produjo una divergencia editorial entre la dirección de El Mundo en su versión escrita, dirigido por Pedro J. Ramírez, y la versión en línea, dirigida por Gumersindo Lafuente. El primero defendía la teoría de que el atentado fue realizado por el grupo terrorista ETA, mientras que Elmundo.es descartó esa hipótesis desde el primer momento. Este enfrentamiento editorial entre los dos soportes del mismo medio acabó con la destitución como director de elmundo.es de Gumersindo Lafuente en julio de 2006.

## Otras actividades
Es maestro de la Fundación Gabriel García Márquez para el Nuevo Periodismo Iberoamericano y miembro de la Red Iberoamericana de Periodismo Cultural. También forma parte del consejo de redacción de la revista Cuadernos de Periodistas, de la Asociación de la Prensa de Madrid. Es un orador frecuente en charlas y talleres en universidades españolas y de América Latina y congresos internacionales sobre periodismo digital.

## Premios
- 2002 El Club Internacional de Prensa como director de elmundo.es[8]
- 2008 Premio José Manuel Porquet.[9]